# Synagoga v Opavě
Opavská synagoga, neboli Templ, novorománská stavba v maurském slohu od význačného architekta Jakoba Gartnera stála ve slezském městě Opava mezi lety 1895 a 1938, kdy byla vypálena a srovnána se zemí místními Sudetskými Němci. Byla to jedna z nejvýraznějších staveb svého druhu v tehdejším Československu. Na původní objekt dodnes odkazuje název ulice „U synagogy“.

## Historie židovské obce v Opavě
První doložená zmínka o Židech v Opavě pochází z roku 1281. Později zřejmě byli Židé z Opavy vypovězeni, ale přímé prameny k tomu nejsou. Nové židovské osídlení bylo pak vypovězeno z celého Slezska v průběhu 16. století. Opavu museli Židé dočasně opustit roku 1501, definitivně pak roku 1523. První polovina 19. století však znamenala návrat židovských rodin do Opavy. V roce 1850 byla otevřena první modlitebna. Od poloviny století počet židovských rodin rychle rostl; roku 1876 ve městě žilo 134 osob židovského vyznání, roku 1921 už to bylo bezmála o tisíc více – 1127 (3 % obyvatel). K roku 1930 se zde k židovské národnosti přihlásilo 971 lidí (2 %), i když předpokládaný reálný počet byl vyšší. Konec prosperity opavských Židů přinesl v druhé polovině 30. let nástup nacismu. Opava, jako jedno z měst náležejících do Sudet, byla po Mnichovu naprosto ovládnuta Německem.
Po válce byla zdejší ŽNO obnovena a fungovala až do roku 1959 kdy byla změněna na synagogální sbor, který zanikl před rokem 1980. Obec mohla být po válce obnovena zejména díky osobám židovského vyznání původem z Podkarpatské Rusi, kteří Československo osvobodili jako příslušníci 1. čs. armádního sboru a už se zde usadili, stejně jako díky hrstce navrátilců z koncentračních táborů. Dnes v Opavě obec není.

## Synagoga
Synagoga byla postavena mezi lety 1895 až 1896, tedy relativně pozdě, v tehdy velice módním tzv. maurském stylu. Architektonický plán vypracoval patrně již roku 1894 známý architekt synagogálních staveb, přerovský rodák Jakob Gartner. Stavba samotná byla realizována v letech 1895 až 1896, kdy byl opavský templ se slávou otevřen. Více než čtyři dekády sloužil svému účelu a stal se nepochybně jednou z dominant slezské metropole. Zkázu mu přineslo až uchvácení Sudet nacismem. Deutsche Post für Sudetenland, dobový nacistický tisk, referuje o zániku této nádherné stavby 10. listopadu 1938 následovně:
| „                                                                             | Děsivě krásný pohled byl na světle šlehající plameny na čtyřech rohových věžích a velké střední kopuli templu, které se nakonec všechny s velkým rachotem zřítily. Přístupové cesty byly včera zaplněny zvědavci, kteří sem proudili ve velkém množství, aby se mohli na požár synagogy podívat. Ochranná a pomocná policie přístup uzavřela. Zbytky vyhořelé synagogy, která byla postavena v typicky židovském povrchním orientálském stylu na krásném místě uprostřed našeho města (...), budou brzy odstraněny a na místě, kde dříve stál templ, vyroste brzy reprezentativní a města hodná budova. | “ |
| — Deutsche Post für Sudetenland o požáru opavské synagogy, 11. listopadu 1938 | |   |

Na někdejší objekt dodnes odkazuje název ulice "U synagogy". Na rohu ulic U synagogy a Čapkova se dodnes zachoval rabínský dům ve stejném stylu jako bývala synagoga, dnes sídlo Křesťanského sboru Opava.
Dne 17. července 2013 byl na místě zničené synagogy odhalen památník, monument ve formě dvou žulových kvádrů z červené africké žuly. Autorem návrhu památníku je architekt Jan Kovář a zhotovil jej opavský kameník Kamil Ludwig. K základům památníku byly uloženy i zbytky původního zdiva synagogy.
Hypotetické rekonstrukci synagogy, včetně 3D vizualicí, se věnovala ve svém diplomové práci Claudia König z Technické univerzity ve Vídni.